# Boston Corbett
Boston Corbett, född 1832 i London, förmodat död 1894, var en brittisk-amerikansk unionssoldat som är mest känd för att ha dödat Abraham Lincolns mördare John Wilkes Booth.

## Hattmakaren Corbett
Corbett föddes i England 1832. Sju år gammal flyttade han och familjen till New York. När han blev äldre tog han jobb som hattmakare, och det har spekulerats i om hans kommande mentala störningar skulle kunna vara en följd av hattmakarnas hantering av kvicksilver. Corbett gifte sig, men frun dog i barnsäng. Efter dödsfallet flyttade han till Boston. Han ändrade sitt namn till sin nya hemstad och fortsatte arbetet med hattmakeriet. Corbett blev en troende kristen och lät håret växa för att efterlikna Jesus. För att undvika att bli påverkad av prostituerade, kastrerade han sig själv med en sax. Han kom otaliga gånger i bråk, han lär ofta ha hotat och misshandlat människor.

## Jakten på Lincolns mördare
Corbett tog värvning i unionsarmén och visade sig vara en skicklig soldat för nordsidan i amerikanska inbördeskriget. Han valdes i april 1865 ut som en av tjugofyra att leta efter och gripa Lincolns mördare. Förövaren, John Wilkes Booth, hade lyckats fly till ett tobaksmagasin tillsammans med en kamrat. Corbetts anhang tände eld på det för att få ut dem, kamraten gav sig men inte Booth själv. Varken Corbett eller de andra i patrullen hade tillåtelse att skjuta om de såg Booth. Ändå vandrade Corbett runt magasinet och sköt när han såg Booths silhuett genom ett hål i den brinnande väggen. Skottet träffade i nacken och Booth togs ut ur ladan, dödligt sårad.

## Senare liv och död
Efter att Corbett lämnat armén i augusti 1865 greps han flera gånger för upprepade hot- och vansinnesdåd tills han sattes på sinnessjukhus 1887. Han var då strax över femtio år gammal. Corbett flydde dock i maj året därpå och en gammal bekant berättade att Corbett kommit till honom och stannat en kort period för att senare söka sig mot Mexiko. Corbett hördes aldrig mera av. Han antas ha dött i en brand i staden Hinckley, Minnesota, den 1 september 1894.